# Sindrom Ierusalim

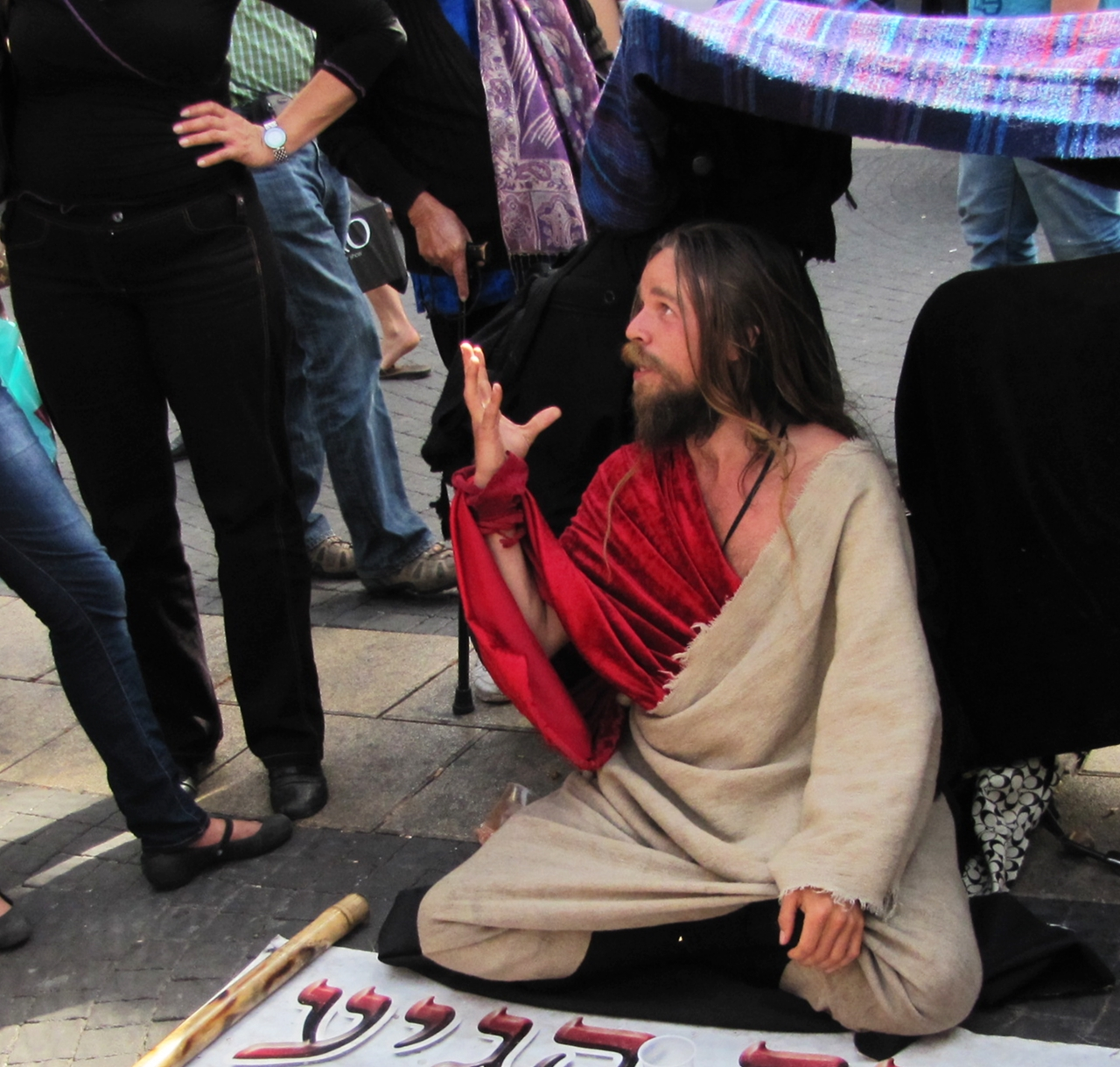
Om care pretinde a fi un Mesia în Tel-Aviv, 2010.

Sindromul Ierusalimului (sau complexul Ierusalim) este un grup de fenomene mentale care implică prezența unor idei obsesive cu tematică religioasă, delir religios sau alte experiențe similare psihozelor care sunt declanșate de o vizită în orașul Ierusalim. Nu este endemic pentru o religie sau o singură religie, ci a afectat evreii, creștinii și musulmanii din multe medii. Nu este încă listată ca o condiție recunoscută în Manualul de diagnostic și statistic al tulburărilor mintale sau în Clasificarea statistică internațională a bolilor și problemelor de sănătate conexe. 
Cea mai cunoscută, deși nu este cea mai răspândită, manifestarea Sindromului Ierusalim este fenomenul prin care o persoană care pare anterior echilibrată și lipsită de orice semn de psihopatologie devine psihotică după sosirea în Ierusalim. Psihoza se caracterizează printr-o temă religioasă intensă și de obicei se rezolvă prin recuperarea completă după câteva săptămâni sau după ce a fost îndepărtat din zonă. Focusul religios al sindromului Ierusalim îl distinge de alte fenomene, cum ar fi sindromul Stendhal din Florența sau sindromul Paris. 
M. Kalian și E. Witztum au subliniat faptul că aproape toți turiștii care au demonstrat comportamentele descrise erau bolnavi psihic înainte de sosirea lor în Ierusalim. 

## Istoric

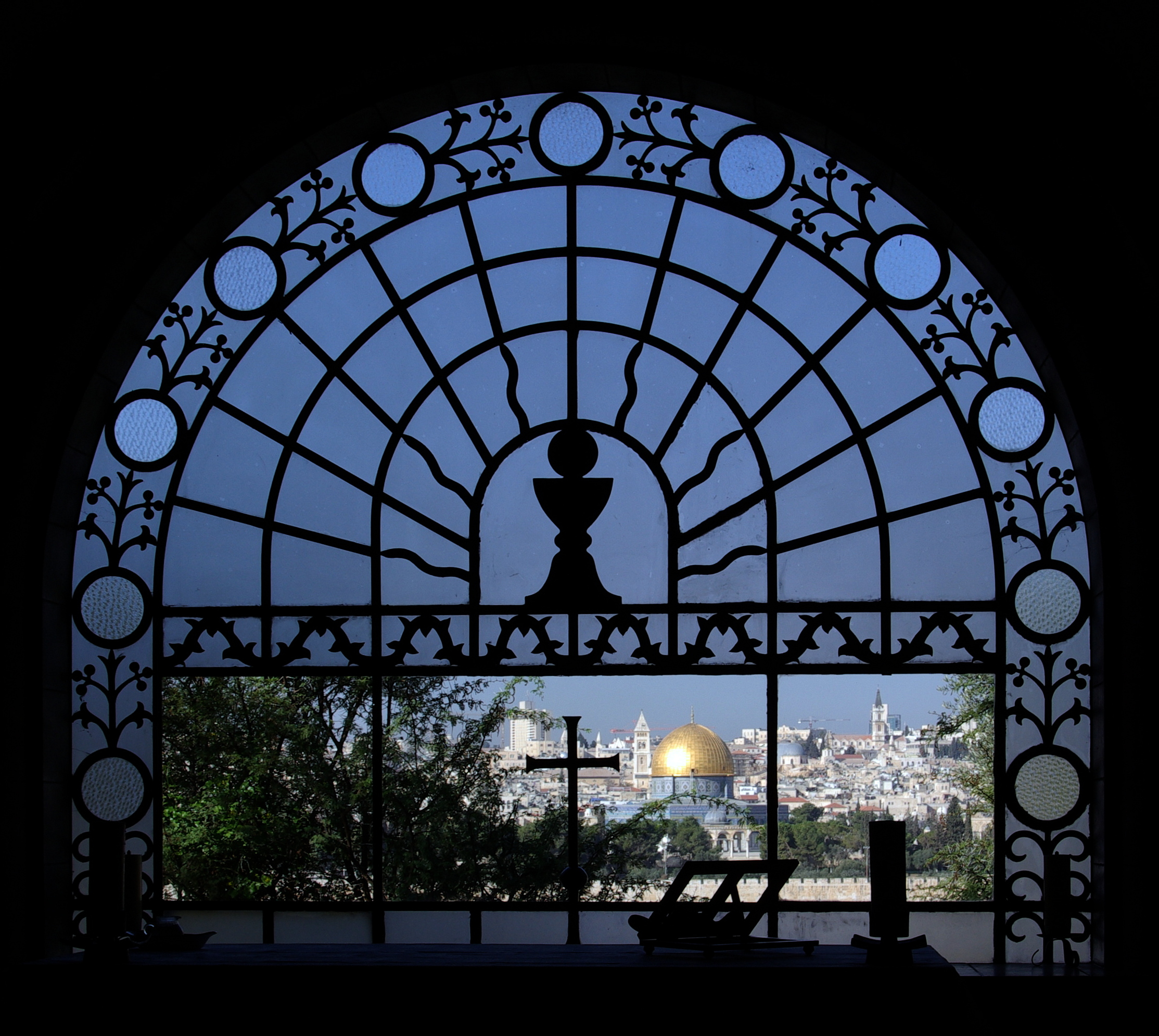
Vedere a Ierusalimului

Sindromul Ierusalim a fost considerat anterior ca o formă de isterie, denumit inițial „fièvre Jérusalemienne”. A fost descris pentru prima dată clinic în anii ’30 de psihiatrul din Ierusalim, Heinz Herman, unul dintre fondatorii cercetărilor psihiatrice moderne din Israel.  Dacă aceste comportamente apar sau nu în mod special din vizitarea Ierusalimului este dezbătut, deoarece comportamente similare au fost remarcate în alte locuri de importanță religioasă și istorică, cum ar fi Mecca și Roma (vezi sindromul Stendhal). Se știe că cazuri ale sindromului au fost deja observate încă din Evul Mediu, deoarece a fost descris în itinerarul lui Felix Fabri și biografia lui Margery Kempe. Alte cazuri au fost descrise în literatura de specialitate a vizitatorilor Ierusalimului din secolul al XIX-lea.   

## Tipologii
Sindromul Ierusalim clasic, în care o vizită la Ierusalim pare să declanșeze o psihoză religioasă intensă, care se rezolvă rapid după sau la plecare, a fost subiect de dezbatere în literatura medicală.    Cea mai mare parte a discuțiilor s-a concentrat asupra faptului dacă această definiție a sindromului Ierusalim este o formă distinctă de psihoză sau pur și simplu o reexpresie a unei boli psihotice existente anterior, care nu a fost preluată de autoritățile medicale din Israel. 
Ca răspuns la aceasta, Bar-El și colab. a clasificat sindromul  în trei tipuri majore pentru a reflecta diferitele tipuri de interacțiuni între o vizită la Ierusalim și procese de gândire neobișnuite sau legate de psihoză. Cu toate acestea, Kalian și Witztum s-au opus, spunând că Bar-El et alii nu a prezentat nici o dovadă care să justifice tipologia detaliată și prognosticul prezentat și că tipurile, de fapt, par să nu aibă legătură mai degrabă decât aspecte diferite ale unui sindrom. 

### Tip I
Sindromul Ierusalim impus unei boli psihotice anterioare. Aceasta se referă la persoanele deja diagnosticate ca având o boală psihotică înainte de vizita lor în Ierusalim. De obicei, au plecat în oraș din cauza influenței ideilor religioase, adesea având în vedere un scop sau o misiune pe care ei cred că trebuie finalizate la sosire sau în timpul șederii. De exemplu, o persoană afectată poate crede că este o figură religioasă istorică importantă sau poate fi influențată de idei sau concepte religioase importante (precum, provocarea venirii lui Mesia sau a doua venire a lui Hristos). 

### Tip II
Sindromul Ierusalim suprapus și complicat de idei idiosincratice. Aceasta nu ia neapărat forma bolii mintale și poate fi pur și simplu o obsesie anomală din punct de vedere cultural pentru semnificația Ierusalimului, fie ca individ, fie ca parte a unui grup mic religios cu credințe spirituale idiosincratice. 

### Tip III
Sindromul Ierusalim ca o formă discretă, necorelată cu boli mintale anterioare. Aceasta descrie tipul cel mai cunoscut, prin care o persoană echilibrată anterior mental devine psihotică după sosirea în Ierusalim. Psihoza se caracterizează printr-un caracter religios intens și de obicei se rezolvă la recuperarea completă după câteva săptămâni sau după ce a fost scoasă din localitate. Împărtășește câteva caracteristici cu categoria de diagnostic a unui „episod psihotic scurt”, deși a fost remarcat un tipar distinct de comportamente: 
1. Anxietate, agitație, nervozitate și tensiune, plus alte reacții nespecificate.
2. Declarație a dorinței de a ne despărți de grup sau de familie și de a face un pelerinaj singur în Ierusalim. Ghidurile turistice conștiente de sindromul Ierusalim și despre semnificația acestor declarații pot, în acest moment, să îl adreseze pe turist la o instituție pentru evaluare psihiatrică, în încercarea de a preveni etapele ulterioare ale sindromului. Dacă sunt nesupravegheate, aceste etape sunt de obicei inevitabile.
3. Nevoia de a fi curat și pur: obsesia pentru a face baie și dușuri; tăierea compulsivă a unghiilor.
4. Îmbrăcarea, înainte de culcare, cu un veșmânt lung, până la gleznă, tip togă, care este întotdeauna albă.
5. Nevoia de a striga psalmi sau versete din Biblie sau de a cânta tare imnuri sau spirituale. Manifestări de acest tip servesc ca un avertisment pentru personalul hotelului și ghidurile turistice, care ar trebui apoi să încerce să-l ia pe turist pentru tratament profesional. În caz contrar, se vor dezvolta ultimele două etape.
6. O procesiune sau un marș către unul dintre locurile sfinte ale Ierusalimului, ex.: Zidul de Vest.
7. Predarea unei predici într-un loc sfânt. Predica se bazează, de obicei, pe o pledoarie pentru omenire de a adopta un mod de viață mai sănătos, mai moral. Astfel de predici sunt, de obicei, prost pregătite și disjuncte.
8. Credința paranoică că o agenție ocultă din Ierusalim este după individ, provocând simptomele psihozei prin otrăvire și medicamente.[7]

## Prevalență
Pe parcursul unei perioade de 13 ani (1980-1993 d.C.) pentru care au fost analizate internările la Centrul de Sănătate Mintală "Kfar Șaul" din Ierusalim, a fost raportat că 1.200 de turiști cu probleme psihice severe, tematice sindrom Ierusalim, au fost internați în această clinică. Dintre aceștia, 470 au fost internați la spital. În medie, 100 de astfel de turiști au fost consultați anual, 40 dintre ei necesitând internarea în spital. În jur de trei milioane și jumătate de turiști vizitează Ierusalimul în fiecare an. Kalian și Witztum observă că, în proporție din numărul total de turiști care vizitează orașul, acesta nu este semnificativ diferit de nici un alt oraș. 

## Informații corelate
- Sănătatea mintală a lui Isus din Nazaret
- Sindromul lui Mesia
- Sindromul lui Dumnezeu
- Sindromul Stendhal
- Isus, personaj istoric
- Schizofrenia
- Psihozele
- Tulburare bipolară

## Studii de specialitate
- Kalian, M.; Catinari, S. .; Heresco-Levi, U .; Witztum, E. „Înfometarea spirituală într-un spațiu sfânt - o formă a sindromului Ierusalimului”, Sănătate mintală, Religie și cultură 11 (2): 161–172, 2008.
- Kalian, M.; Witztum, E. „În fața unui spațiu sfânt: spitalizarea psihiatrică a turiștilor din Ierusalim”. În: Kedar, ZB; Werblowsky, RJ, Eds.: Spațiu sacru: Altar, Oraș, Țară . MacMillan și Academia de Științe și Umanități din Israel, 1998.
- Kalian, M.; Witztum. E. „Sindromul Ierusalimului, reflectat în pelerinajul și biografiile a patru femei extraordinare din secolul al XIV-lea până la sfârșitul celui de-al doilea mileniu”. Sănătate mintală, religie și cultură 5, 2002.
- Van der Haven, A. „Sfântul prost prost încă vorbește. Sindromul Ierusalim ca subcultură religioasă ". În: Mayer, T.; Mourad, SA, Eds .: Ierusalim. Idee și realitate . Routledge, 2008, pp.   103-122.
- Witztum, E.; Kalian, M. „Căutarea răscumpărării: realitate și fantezie în misiunea în Ierusalim”. În: Hare, PA; și Kressel, GM, Eds .: Israel ca Center Stage . Bergin și Garvy, 2001.
- Witztum E., Kalian M., „Copleșit de spiritualitate în Ierusalim” în „„ Emoția în mișcare ”- Turism, afect și transformare. Editat de David Picard și Mike Robinson. Ashgate, Marea Britanie. 2012.
- Kalian M., Witztum E., "Managementul pelerinilor cu comportament malevol într-un spațiu sfânt: un studiu al sindromului Ierusalimului" în Lappkari M., Griffin K., Eds. „Pelerinaj și turism în orașele sfinte, perspective ideologice și de management” CABI International, 2016, 100–113.